# Meriam al-Khalifa
Meriam bint Abdullah al-Khalifa, född 1980 i Manama i Bahrain vid Persiska viken och är schejka och medlem av Bahrains kungafamilj. Hon är mest känd för sin rymning till USA med hjälp av en amerikansk marinsoldat. 
al-Khalifa är dotter till schejk Abdullah ibn Ibrahim al-Khalifa, en avlägsen kusin till Bahrains nuvarande kung Hamad ibn Isa al-Khalifah. Hon tituleras därför schejka och inte emira eller prinsessa.
I januari 1999 träffade hon Jason Johnson, en amerikansk marinsoldat som arbetade som säkerhetsvakt för amerikaner som uppehöll sig i Bahrain. De träffades i smyg men upptäcktes av en medlem av kungliga livgardet som informerade familjen. Paret slutade att träffas men fortsatte att hålla kontakt per brev genom en anställd på köpcentret tills det var dags för Johnson att åka hem ett år senare.
I november 1999 flydde de till USA med al-Khalifa förklädd som kvinnlig marinsoldat. Johnson hade själv förfalskat hennes dokument. De gifte sig i Las Vegas 16 november 1999 och bosatte sig på militärbasen  Camp Pendleton. Johnson dömdes för dokumentförfalskning, degraderades till menig och  avskedades två månader senare. 
al-Khalifa hotades av utvisning från USA men fick tillstånd att stanna. Hon begärde asyl och hävdade att familjen hade hotat henne med hedersmord för att ha avvikit från Bahrain och gift sig med en amerikan. Den beviljades och hon fick permanent uppehållstillstånd i maj 2001.
al-Khalifas historia blev mycket omtalad i USA, bland annat i The Oprah Winfrey Show och en TV-film med titeln The Princess and the Marine spelades in år 2001 med Marisol Nichols och Mark-Paul Gosselaar i huvudrollerna. Samma år återupptog hon kontakten  med familjen och besökte dem i Bahrain.
Paret flyttade till Las Vegas och levde på pengarna från filmen och Johnsons arbete som parkeringsvakt. De tog ut skilsmässa år 2004.
2005 medverkade Johnson i ett avsnitt av den amerikanska tv-serien om skilsmässor Divorce Court som gick på 20th Television för att berätta sin version av historien.